# 矢田丸山古墳
矢田丸山古墳（やたまるやまこふん）は、石川県七尾市矢田町にある矢田古墳群内の円墳。

## 特色

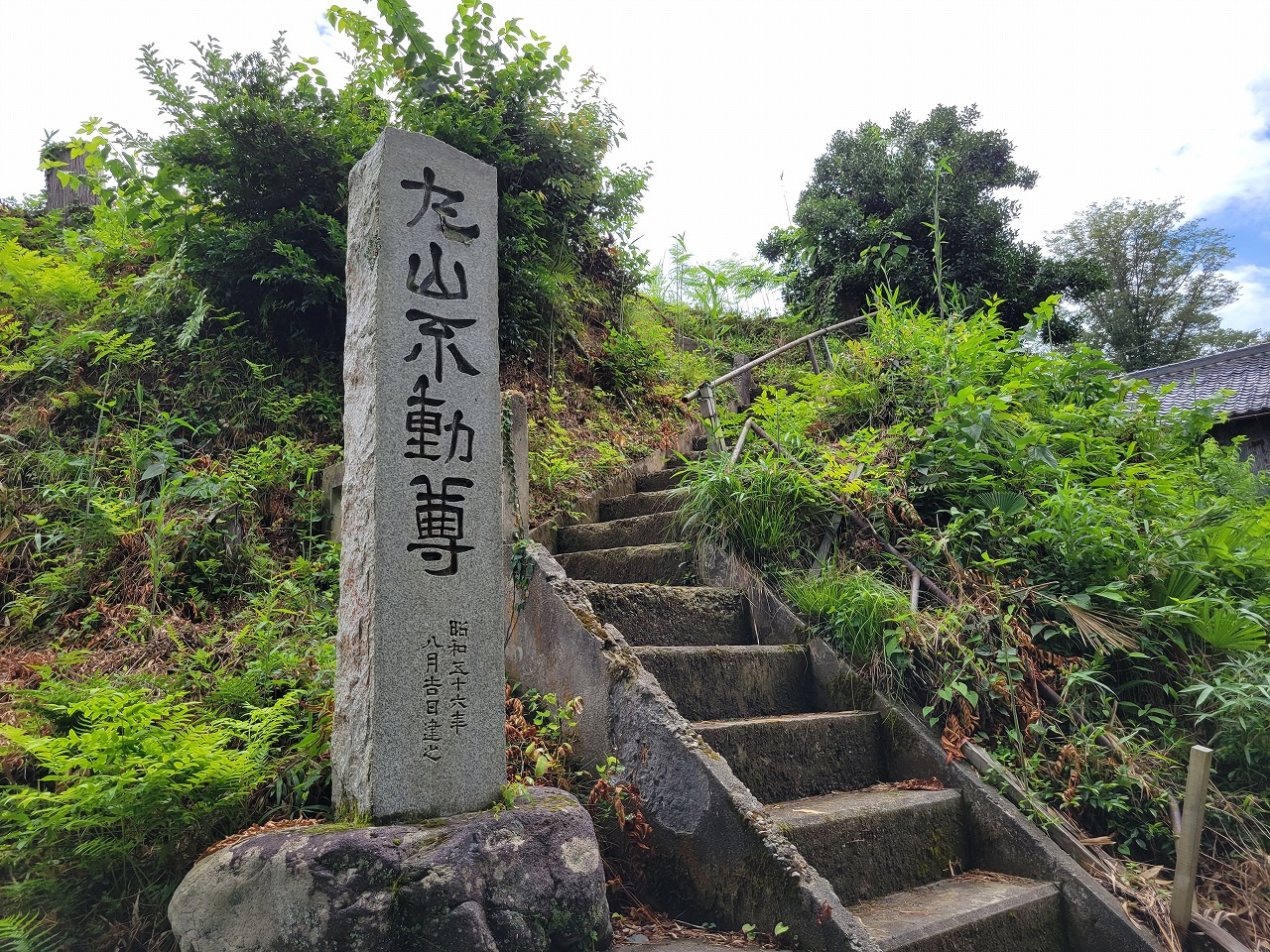
矢田丸山古墳 参道

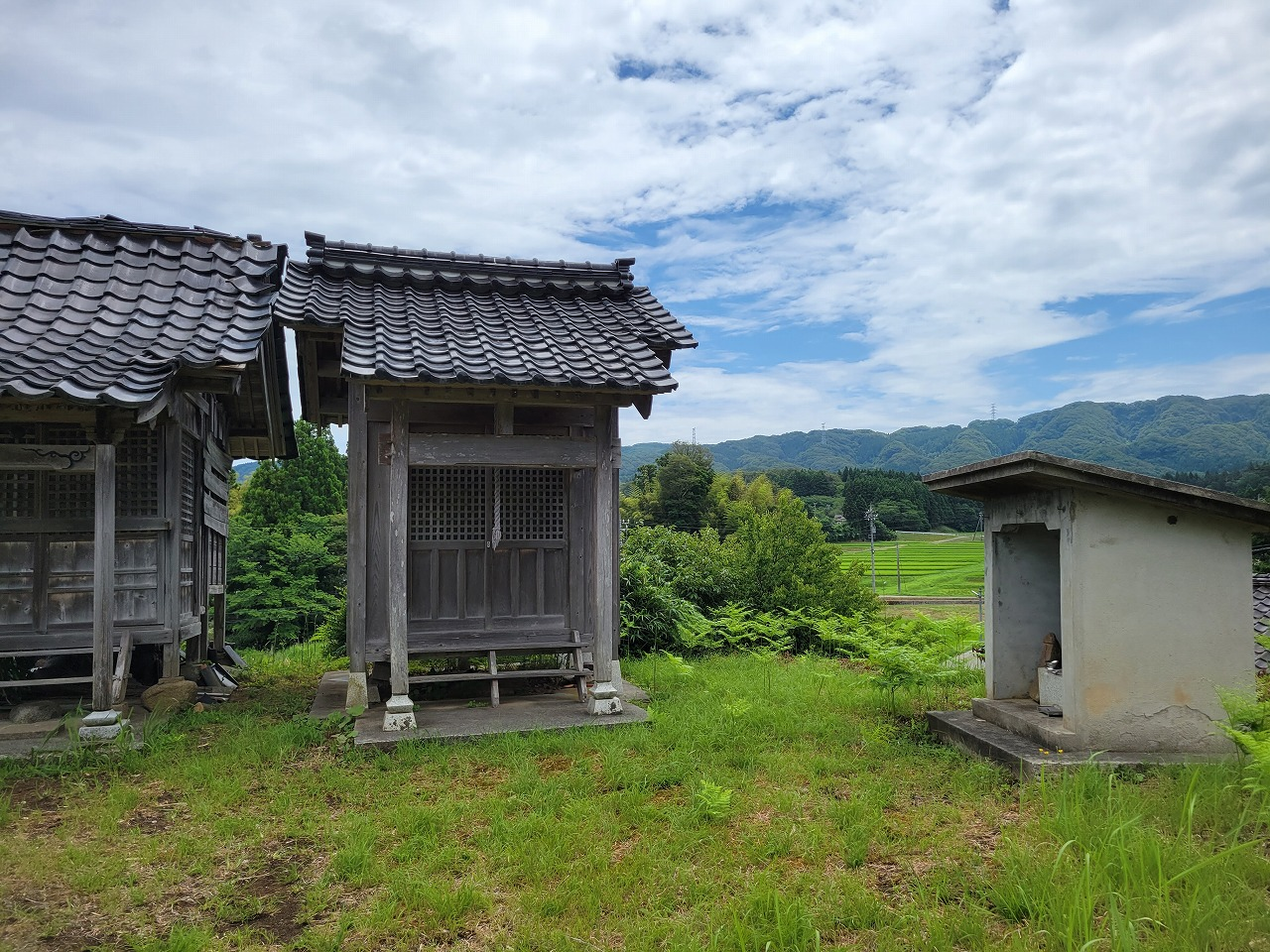
矢田丸山古墳 丸山不動尊

墳形は円墳で、径30m、高さ7mの比較的大型の古墳である。
墳丘の裾より円筒埴輪片が出土されている。
七尾市の古墳で円筒埴輪片が出土されているのは矢田丸山古墳と矢田高塚古墳のみである。
年代は、出土品や周囲の古墳の考察をしたうえで5世紀後半といわれている。
墳頂にある平坦部にはふたつの社が建っており、片方の社に丸山不動尊が安置されている。他には地蔵堂も建てられている。
盗掘された大きな穴は見つかっておらず、未発掘と思われる。